# Stromfluss
Unter Stromfluss versteht man umgangssprachlich die in einem elektrischen Leiter fließenden Elektronen. 
Da dies jedoch bereits die Definition des elektrischen Stroms darstellt und dieser somit selbst schon fließt, ist eine derartige Formulierungsweise zusammen mit ähnlichen Ausdrucksformen wie "der Strom fließt" eine Tautologie und somit verzichtbar.
Hinweis: In der Begriffswelt der Feldtheorie wird als Fachbegriff und zur Unterscheidung der Fluss von elektrischen Ladungen in einem elektrischen Leiter als Stromfluss bezeichnet, auch wenn dieser Begriff eine Tautologie (Pleonasmus) darstellt.